# Mariuti Uan
Mariuti Uan (* 22. Januar 1986 in Butaritari) ist ein Leichtathlet aus Kiribati.

## Leben
Während seiner sportlichen Karriere nahm er 2005 am 100-Meter-Lauf der Weltmeisterschaften in Helsinki, 2006 am 100- und 200-Meter-Lauf der Commonwealth Games in Melbourne teil. 2006 wurde er nationaler Doppelmeister von Kiribati über 100 und 200 Meter.